# Kaluža
Kaluža es un municipio del distrito de Michalovce en la región de Košice, Eslovaquia, con una población estimada a final del año 2024 de 481 habitantes.
Se encuentra ubicado al noreste de la región, en la cuenca hidrográfica del río Bodrog (afluente derecho del Tisza) y cerca de la frontera con la región de Prešov, Ucrania y Hungría.

## Demografía
| Año        | 1994 | 2004    | 2014    | 2024     |
| ---------- | ---- | ------- | ------- | -------- |
| Población  | 343  | 375     | 394     | 481      |
| Diferencia |      | +9,32 % | +5,06 % | +22,08 % |

| Año        | 2023 | 2024    |
| ---------- | ---- | ------- |
| Población  | 472  | 481     |
| Diferencia |      | +1,90 % |